# Bartłomiej Kazanowski (zm. po 1642)
Bartłomiej (Bartosz) Kazanowski herbu Grzymała (zm. po 1642 roku) – kasztelan zawichojski w latach 1637-1642, starosta łukowski w latach 1633-1636, wojski lubelski w latach 1625-1633, podstoli lubelski w latach 1620-1625, podstarości lubelski.

## Życiorys
Dziadkiem jego był Marcin Kazanowski (ojciec Zygmunta), poseł, rotmistrz królewski, a  stryjem Zygmunt Kazanowski, podkomorzy wielki koronny.
Był posłem województwa lubelskiego na sejm nadzwyczajny 1613 roku, sejm 1625 roku, sejm zwyczajny 1626 roku, sejm 1627 roku i sejm 1628 roku, poseł na sejm 1620 roku, sejm zwyczajny 1629 roku, deputat tego województwa na Trybunał Skarbowy Koronny w 1613, 1620, 1626, 1627,1628 roku i 1629 roku. Poseł na sejm 1631 roku. Poseł na sejm konwokacyjny 1632 roku z województwa lubelskiego. Poseł na sejm koronacyjny 1633 roku. Marszałek sejmiku województwa lubelskiego w 1634 roku. Poseł sejmiku lubelskiego na sejm ekstraordynaryjny 1634 roku. Poseł na sejm zwyczajny 1635 roku.